# 秦士楨
秦士楨（1588年—?），原名秦士徵，字木成，又字克生，號貞予，山東青州府蒙陰縣人。

## 生平
萬曆三十二年甲辰進士秦士文弟。萬曆四十三年（1615年）乙卯科山東鄉試第二十三名舉人，天啓二年（1622年）壬戌科進士，孝事親，师事兄，刚毅明果，有文名。初授信阳州知州，丁艱歸，天啓六年（1626年）起補高邮州，前後多惠政，卒于官。

## 家族
曾祖秦纪。祖父秦弘，赠參政。父秦希夏，太医院御医，封陕西右參政。母公氏。兄秦士文，萬曆甲辰進士，官至戎政兵部尚書。